# Microsorum siamensis
Microsorum siamensis är en stensöteväxtart som beskrevs av Boonkerd. Microsorum siamensis ingår i släktet Microsorum och familjen Polypodiaceae. Inga underarter finns listade.